# Everything in Transit
Everything In Transit è il primo album in studio del gruppo musicale statunitense Jack's Mannequin, pubblicato il 23 agosto 2005 dalla Maverick Records.

## Visione d'insieme
Everything In Transit può essere considerato un concept album, che racconta la storia di Andrew McMahon che torna finalmente a casa dopo anni di tour con la sua band precedente, Something Corporate, e si riabitua alla vita di tutti i giorni accasandosi a Los Angeles, California. Le canzoni sono state scritte durante la sua prima estate da solo dopo anni passati con la band. Durante questo periodo, McMahon ha anche disegnato un libretto privato di schizzi, del quale alcune pagine selezionate possono essere visualizzate attraverso un collegamento ad una homepage segreta nella sezione enhanced CD dell'album. I significati delle canzoni sono più criptici dell'esperienza precedente di McMahon con i Something Corporate, poiché descrivono una visione più personale sui sentimenti e le situazioni vissuti dall'autore, e si avvalgono di uno stile narrativo in prima persona.
Il progetto è durato quasi due anni, dalla scrittura della prima canzone al prodotto finito che è uscito sugli scaffali dei negozi musicali. McMahon ha speso più di 40.000 dollari di tasca sua, prima che i diritti fossero stati acquisiti dalla Maverick Records.
Il giorno della masterizzazione dell'ultima canzone dell'album (circa due mesi prima della data prevista per la pubblicazione), a McMahon fu diagnosticata una leucemia linfoblastica acuta, costringendo il cantante a subire una chemioterapia e ad interrompere il tour e le promozioni per il nuovo album. La Maverick Records decise che le promozioni per l'album sarebbero state rimandate fin quando McMahon non fosse guarito. Nonostante le circostanze, l'album debuttò al 37º posto della classifica Billboard 200, con 22 163 copie vendute a distanza di una settimana dalla pubblicazione.
L'album fu nuovamente pubblicato il 17 ottobre 2006, con l'aggiunta di un DVD bonus con varie esibizioni live dei Jack's Mannequin e collegamenti alle tracce non pubblicate, come una versione rimasterizzata di "Last Straw".

## Tracce
(Tutte le canzoni sono state scritte da Andrew McMahon)
1. "Holiday from Real" – 2:58
2. "The Mixed Tape" – 3:14
3. "Bruised" – 4:02
4. "I'm Ready" – 3:55
5. "La La Lie" – 3:54
6. "Dark Blue" – 4:11
7. "Miss Delaney" – 3:44
8. "Kill the Messenger" – 3:24
9. "Rescued" – 3:56
10. "MFEO Pt 1 - Made For Each Other Pt 2 - You Can Breathe" – 8:01
11. "Into the Airwaves"  – 4:07

### Canzoni bonus
1. Lonely For Her [Bonus su iTunes]
2. Last Straw
3. The Lights and Buzz [Bonus sulla versione d'importazione]
4. Kill The Messenger (Live)

## Formazione
- Andrew McMahon – piano, voce, organo, campana, armonica a bocca, sintetizzatore, percussioni a mano, Wurlitzer
- Robert Anderson – chitarra, voce di sfondo
- Brian Coffman – chitarra
- CJ Eiriksson – programmatore, batteria
- Tommy Lee – batteria
- Jay McMillan – batteria
- Patrick Warren – chamberlin, moog, melodica, samples, fisarmonica, samples di archi e corno, organo
- Terry Wilson – sitar
- Jim Wirt – guitar, basso, voce di sfondo
- Josh Berry - piano, kazoo